# Gatunek (film)
Gatunek (ang. Species) – amerykański film science fiction z roku 1995 w reżyserii Rogera Donaldsona.

## Obsada
- Natasha Henstridge – Sil
- Michelle Williams – młoda Sil
- Ben Kingsley – Xavier Fitch
- Forest Whitaker – Dan Smithson
- Michael Madsen – Press
- Alfred Molina – Arden
- Marg Helgenberger – Laura

## Fabuła
Naukowcom udaje się nawiązać kontakt radiowy z inną cywilizacją we wszechświecie. Kosmici przesyłają na Ziemię dwie istotne informacje. Pierwsza z nich pozwala na rozwiązanie problemów energetycznych Ziemi. Druga zawiera zapis obcego łańcucha DNA wraz z sugestią, by połączono go z ludzką komórką. W tajnym ośrodku badawczym na pustyni w stanie Utah wybitny genetyk Xavier Fitch (Ben Kingsley) dokonuje tego eksperymentu i udaje mu się stworzyć nowy organizm, którym jest Sil – dziewczynka przypominająca ziemskie dziecko. Kiedy ucieka ona spod obserwacji, Fitch wraz z grupą ekspertów rozpoczyna jej poszukiwania. Załoga, która składa się z mordercy (Michael Madsen), empaty (Forest Whitaker), biologa (Marg Helgenberger) i antropologa (Alfred Molina), tropi swą ofiarą w Los Angeles, gdzie istota, przybierając postać pięknej kobiety (Natasha Henstridge), próbuje poznać nic nie podejrzewających ludzi i wydać potomstwo, które zniszczy ludzkość. Biologiczny zegar obcej tyka bardzo szybko, a Fitch i jego drużyna zostają wciągnięci w grę, w której los ludzkości wisi na włosku.